# Sahara (tentoonstelling)
Sahara was een grote overzichtstentoonstelling in het Amsterdamse Tropenmuseum van 30 mei tot met 29 oktober 1961.
De tentoonstelling gaf een zo breed mogelijk beeld van het menselijk bedrijf in de woestijngebieden van noordelijk Afrika. Voor het verkrijgen van een behoorlijke collectie uit het gebied, die in het museum niet of nauwelijks aanwezig was, waren hoofdconservator Joop Jager Gerlings en Douwe Jongmans, antropoloog en Noord-Afrikaspecialist van de Universiteit van Amsterdam, ter plaatse op verzamelreis geweest. Wat men niet had, was in bruikleen gevraagd aan het Musée de l'Homme in Parijs en het Musée d'Ethnographie van Neuchâtel, waar rijke collecties uit de Sahara werden beheerd. Ook enkele particulieren hadden voorwerpen en foto's geleend. Er waren 399 objecten tentoongesteld, waaronder een aantal neolithische werktuigen uit de Hoggar en Fezzan. De meeste objecten hadden te maken met dorpsnijverheid, oaselandbouw, de veeteelt en de nomadische levenswijze, transport en handel, voeding, behuizing en alles betreffende de kameel.
De catalogus, die geïllustreerd is met zwart-witfoto's en tekeningen, is een nummercatalogus met thematische leesteksten tussen de beschrijving der objecten. De naam van de auteur is niet vermeld. Los van de tentoonstelling verscheen elders een populair geschreven verslag van de reis door Noord-Afrika door Jongmans en Jager Gerlings: Van bron tot bron. Onder de Berbers van de Marokkaanse Sahara. Amsterdam, z.j. 

## Trivia
De vloer van de tentoonstelling had men bedekt met een flinke laag wit zand, een aardigheid waar men al snel spijt van kreeg toen elke dag het gehele museum grondig schoongemaakt moest worden. Maanden na de afbraak van de expositie werd zelfs twee verdiepingen hoger nog steeds zand aangetroffen.  

## Catalogus
- Sahara. Amsterdam: Koninklijk Instituut voor de Tropen, 1961.